# Понтеромано II (Фрозиноне)
Понтеромано II је насеље у Италији у округу Фрозиноне, региону Лацио.
Према процени из 2011. у насељу је живело 26 становника. Насеље се налази на надморској висини од 94 м.